# Husåtjärnen
Husåtjärnen är en sjö i Åre kommun i Jämtland och ingår i Indalsälvens huvudavrinningsområde. Sjön har en area på 0,0547 kvadratkilometer och ligger 842 meter över havet. Sjön avvattnas av vattendraget Husån.

## Delavrinningsområde
Husåtjärnen ingår i det delavrinningsområde (704599-135697) som SMHI kallar för Ovan Husåbäcken. Medelhöjden är 706 meter över havet och ytan är 17,57 kvadratkilometer. Det finns inga avrinningsområden uppströms utan avrinningsområdet är högsta punkten. Husån som avvattnar avrinningsområdet har biflödesordning 2, vilket innebär att vattnet flödar genom totalt 2 vattendrag innan det når havet efter 324 kilometer. Avrinningsområdet består mestadels av skog (35 procent), sankmarker (20 procent) och kalfjäll (44 procent). Avrinningsområdet har 0,05 kvadratkilometer vattenytor vilket ger det en sjöprocent på 0,3 procent.